# Powiat de Ropczyce-Sędziszów
Le powiat de Ropczyce-Sędziszów (en polonais : powiat ropczycko-sędziszowski) est un powiat appartenant à la voïvodie des Basses-Carpates dans le sud-est de la Pologne.

## Division administrative
Le powiat compte 5 communes :

Carte du powiat

- 2 communes urbaines-rurales : Ropczyce et Sędziszów Małopolski ;
- 3 communes rurales : Iwierzyce, Ostrów et Wielopole Skrzyńskie.